# Études crip
Les études crip (crip studies ou théorie crip en anglais) sont un champ interdisciplinaire qui combine les disability studies (études sur le handicap) et la théorie queer, en s'appuyant sur le concept d'intersectionnalité.

## Définition et origines
Le terme "crip" est une réappropriation du mot anglais cripple (estropié, boiteux, invalide), à l'image de la réappropriation du terme queer (déviant, tordu) par les mouvements LGBT+. Cette démarche s'inscrit dans une logique de retournement du stigmate, transformant un terme péjoratif en outil d'empowerment et de résistance politique.
Les études crip émergent au croisement de plusieurs disciplines et mouvements :
- Les disability studies et leur critique du modèle médical du handicap[1]
- La théorie queer et sa déconstruction des normes de genre et de sexualité[3]
- Les épistémologies féministes et leur analyse des rapports de domination[4]
- Le concept d'intersectionnalité développé par Kimberlé Crenshaw[5]

## Principaux concepts

### Contrainte à la validité
Inspiré du concept de "contrainte à l'hétérosexualité" d'Adrienne Rich, la notion de "contrainte à la validité" (compulsory able-bodiedness) développée par Robert McRuer analyse comment la société impose une norme de validisme qui marginalise les corps handicapés.

### Corps-repoussoirs
Ce concept développé par les théoriciens crip désigne les représentations négatives de corps qui servent de contre-modèles, prescrivant ce que ne doivent pas être les corps et les façons dont ils ne doivent pas se montrer dans l'espace social.

### Désidentification
Reprenant le concept de José Esteban Muñoz, les études crip analysent les stratégies par lesquelles les sujets minoritaires négocient avec une sphère publique qui les exclut, en reconfigurant l'objet phobique comme objet de désir et de création artistique.

## Principaux théoriciens et autrices

### Pionniers du domaine
- Robert McRuer (né en 1966) : théoricien américain, auteur de Crip Theory: Cultural Signs of Queerness and Disability (2006), qui analyse les intersections entre handicap et homosexualité[6]
- Alison Kafer : professeure d'études féministes, autrice de Feminist, Queer, Crip qui explore les interconnexions entre handicap, genre et sexualité[8]
- Christopher Bell (1974-2009) : universitaire qui a abordé les croisements entre handicap et racisme, critiquant les études sur le handicap comme une "discipline de blancs"[1]

### Artistes et militants
- Sins Invalid : collectif artistique fondé en 2006 par Patty Bernes, centré sur la sexualité et la justice handicapée pour les personnes handicapées non-blanches et queer[1]
- Eli Clare : écrivain et militant qui se présente comme "blanc, handicapé et queer", développant les liens entre identités queer et crip[1]

## Thématiques centrales
- Sexualité et désir

Les études crip questionnent les mythes validistes qui présentent les personnes handicapées comme asexuées ou indésirables, analysant comment le handicap permet de repenser les normes de genre et de sexualité.
- Intersectionnalité

Le champ examine comment le handicap s'entremêle avec d'autres catégories d'oppression (genre, race, orientation sexuelle, classe sociale), développant une approche intersectionnelle des discriminations.
- Critique du néolibéralisme

Les théoriciens crip analysent comment le néolibéralisme et le capitalisme financier produisent des normes de productivité qui excluent les corps handicapés.

## Développement en France

### Antécédents historiques
En France, les premières initiatives de militantisme crip remontent aux années 1970 avec le Comité de Lutte des Handicapés (CLH) et leur journal Handicapés méchants publié dès 1974. Ce collectif, qui s'arrêtera en 1980, portait ces questions sur la place publique et tentait de casser les stéréotypes autour du handicap.

### Émergence contemporaine
Les travaux pionniers du militant crip Zig Blanquer introduisent, dès le début des années 2000, le concept de validisme en langue française. Ce n'est toutefois que dans les années 2010-2020 que les études crip commencent à réellement émerger en France, portées notamment par :
- Des chercheurs comme Charlotte Puiseux qui développent une réflexion critique sur le validisme
- Des artistes-chercheurs comme No Anger qui articulent pratique artistique et théorie crip dans des performances explorant les "corps-repoussoirs" et questionnant les normes validistes
- Le développement de collectifs comme Ostensible, structure de recherche-création cofondée par No Anger et Lucie Camous, dédiée aux disability et crip studies
- Des collectifs militants comme Les Dévalideuses[10] ou Les Handixs Torduxs[12] qui diffusent la connaissance de la culture crip

### Publications récentes
En 2024, la revue Multitudes consacre son numéro 94 aux « intersections crip », coordonné sous le titre Justice handie pour des futurs dévalidés. Ce numéro explore les intersections entre les luttes pour la justice handicapée et d'autres formes militantes, des artivismes aux activismes féministes, queers, antiracistes et décoloniaux. Définissant les études crip comme étant "généralement situées à l'intersection des études queers et féministes, des études sur le handicap et des études critiques de la race", le numéro s'intéresse à la manière dont le concept de handicap sert à discipliner et normaliser les corps.

### En anglais
- McRuer, Robert. Crip Theory: Cultural Signs of Queerness and Disability. New York University Press, 2006.
- Kafer, Alison. Feminist, Queer, Crip. Indiana University Press, 2013.
- Johnson, Merri Lisa. Girl in Need of A Tourniquet: Memoir of A Borderline Personality. Seal Press, 2010.

### En français

#### Livres
- Zig Blanquer, Nos existences handies, Tahin Party, 2025 (1re éd. 2022) (lire en ligne)
- Charlotte Puiseux, De chair et de fer - Vivre et lutter dans une société validiste, La Découverte, 2022 (lire en ligne)
- La théorie féministe au défi du handicap - Recueil de textes des feminist disability studies (coordinatrices : Célia Bouchet, Mathéa Boudinet, Maryam Koushyar et Gaëlle Larrieu), Cambourakis, coll. « Sorcières », avril 2025 (lire en ligne)

#### Autres publications académiques
- Justice handie pour des futurs dévalidés (numéro coordonné), Multitudes (no 94), printemps 2024 (lire en ligne)

#### Publications militantes
- No Anger, « À mon geste défendant » [blog], depuis 2015
- Emma Bigé, « Récits crip pour des futurs dévalidés », Trou noir,‎ 2022 (lire en ligne)
- Zig Blanquer, « La culture du valide (occidental) », infokiosques.net,‎ 2004 (lire en ligne)
- Harriet de G., « Crip » [zine], sur harrietdegouge.fr, 2023

- Charlotte Puiseux, « Blog personnel avec articles sur la théorie crip »

- Les Dévalideuses, « Bonne résolution n°27 : Je découvre l'existence de la crip culture », sur lesdevalideuses.org